# マット・ライアン (俳優)
マット・ライアン（Matt Ryan、1981年4月11日 - ）は、ウェールズの俳優。

## 出演作品
- レイヤー・ケーキ Layer Cake (2004) - 麻薬中毒患者
- THE TUDORS〜背徳の王冠〜 The Tudors (2007) - Richard Pace
- エンパイア・オブ・エイプス Bloodmonkey (2007) - セス
- 秘密情報部 トーチウッド Torchwood (2008) - デール
- クリミナル・マインド FBI行動分析課 Criminal Minds (2010) - ミック・ローソン
- フライペーパー! 史上最低の銀行強盗 Flypaper (2011) - ゲイツ
- クリミナル・マインド 特命捜査班レッドセル Criminal Minds: Suspect Behavior (2011) - ミック・ローソン
- コンスタンティン Constantine (2014-2015) - ジョン・コンスタンティン
- ARROW/アロー Arrow (2015) - ジョン・コンスタンティン